# درومیسوروس
درومیسوروس (به انگلیسی: Dromaeosaurus "مارمولک تیزرو") یک سرده از ددپایان است که در کرتاسه پسین (نیمه آخر کامپانین) در زمانی بین ۸۰ تا ۶۹ میلیون سال پیش در آلبرتا، کانادا و غرب ایالات متحده می‌زیسته‌است. نوع این گونه درومیسوروس آلبرتنسیس (Dromaeosaurus albertensis) است که در ۱۹۲۲ توسط ویلیام میلر متیو و بارنوم براون توصیف شد. فسیل‌های این گونه در سازند پارک دایناسور(Dinosaur Park Formation) و همچنین دندان‌هایی که به این سرده نسبت داده می‌شود در سازند نهر شاهزاده (Prince Creek Formation) یافت شدند. درومیسوروس سرده شاخصی از هر دو تیره دونده خزندگان (Dromaeosauridae) و درومیسورنی (Dromaeosaurinae) است که شامل سرده‌های بسیاری با مشخصات شبیه به درومیسوروس هستند، مانند داکوتاراپتور (Dakotaraptor) نزدیک‌ترین خویشاوند درومیسوروس.